# Тарасевич Олександр
Олекса́ндр Тарасе́вич, у чернецтві Антоній (близько 1640, Ужгород — 1727, Київ) — видатний український мідеритник та офортист.

## Біографія

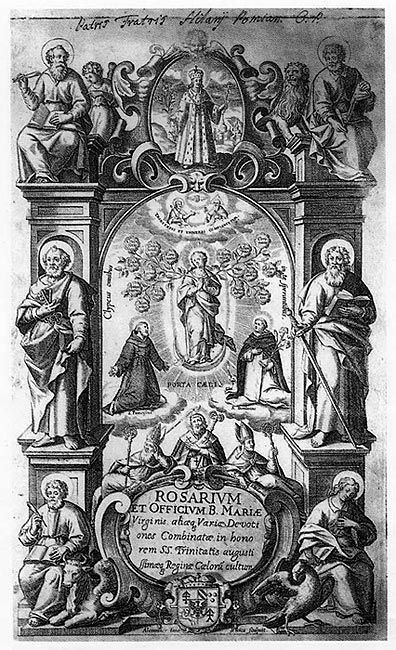
Титульний аркуш книги О. Полубинського «Rosarium» (1672—1677)

О. Тарасевич народився, ймовірно, в Ужгороді. Учився в майстерні братів А. і Ф. Кіліянів в Авгсбурзі, працював у м. Глуську на Білорусі (1672-1677), у Вільні (1678—1688) і (з 1688) Києві, де постригся у ченці Києво-Печерської Лаври і був деякий час її настоятелем. Переважно частина творів Тарасевича докиївського періоду: книжкові ілюстрації, тезові аркуші, барокові композиції, релігійні сюжети. За час діяльності у Глуську виконав серед іншого 40 мідеритів до авґсбурзького видання літургічного календаря О. Полубинського «Rosarium» (1672—1677), заголовну сторінку до віленського видання брошури Т. Біллевича «Triplex philosophia …» (1675) та портрет віленського єп. М. Слупського (1677). У 1680-их pp. виконав дві гравюри до краківського видання книги Ф. Бартошевського «Philosophia rationalis …» (1683), мідерити з зображеннями святих. Твори Тарасевича 1670 — 1680-их pp. виконані у бароковому стилі західно-європейського зразка (алегоричність, багатство символів та геральдичних знаків); на деяких портретних гравюрах — короля Яна III Собєського (1680), київського митрополита Кипріяна Жоховського (1683, у техніці офорту), К. Клокоцького (1685), князя М. Паца (1686) — помітні елементи народного мистецтва, зокрема, орнаментальні оздоби. У Києві, крім ілюстрацій до книги «Три вінці молитовні» (1688) і двох заголовних аркушів до панегіриків на честь Варлаама Ясинського та інших, виконав майстерні портрети князя В. Голіцина (1690), архімандрита В. Вуяховича й архієпископа Л. Барановича (1693), на яких можна помітити зв'язок гравюр Тарасевича з особливостями української ікони та його обізнаність з виробами народних різьбярів, мосяжників, ткачів та ювелірів (прикраси одягу).

## Учні

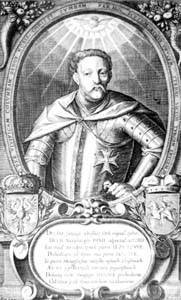
Король Ян ІІІ Собеський. Мідерит Олександра Тарасевича

Тарасевич — представник східно-слов'янської мистецької традиції — впровадив у книжкову й естампну графіку нову західно-європейську техніку гравюри — мідерит і офорт, підніс професійний рівень української графіки, вимагаючи від граверів знання усіх операцій — від рисунку до друкарських відбиток; сприяв розвиткові стилю українського бароко, виховав у Вільні і Києві плеяду майстрів: Леонтій Тарасевич, І. Щирський, Л. Крщонович, С. Ялиновський, Д. Галаховський, І. Реклинський, І. Стрельбицький, З. Самойлович, М. Семенів, Федір, Тит, а поза Україною: В. Вощанко, М. Карнавський, Г. Тепчегорський, І. Стекловський та інші.